# Смитс ван Васберге, Йозеф Мария
Йозеф Мария Смитс ван Ва́сберге (нидерл. Joseph Maria Smits van Waesberghe; 18 апреля 1901, Бреда — 9 октября 1986, Амстердам) — нидерландский музыковед

-медиевист. У себя на родине считается одним из основателей современного нидерландского музыкознания.

## Биография
Получил образование в иезуитской семинарии. Был рукоположён в сан священника. В 1922—35 изучал философию и теологию. В 1935—37 годах преподавал в гимназиях св. Канизия в Неймегене и в 1937—43 — св. Игнатия в Амстердаме, в 1939—43 — в Роттердамской консерватории и в 1944—46 в Амстердамской консерватории. В 1947—71 годах преподавал историю и теорию музыки Средневековья в Амстердамском университете (с 1957 профессор). В 1953 — доктор honoris causa Папского института церковной музыки в Риме.
Занимался также общественно-административной работой. В 1954—58 годах был генеральным секретарём нидерландского Союза композиторов (Nederlandse Toonkunstenaars Vereniging), в 1958—67 — президентом нидерландского Союза св. Григория (Sint-Gregoriusvereniging). Был советником по культуре в нидерландском правительстве, редактором нескольких нидерландских периодических изданий (в том числе, серии Divitiae musicae artis). За общественные и научные заслуги в 1976 году был удостоен правительственной награды — ордена Нидерландского льва (рыцарь).
Основная область исследований Смитса ван Васберге — теория музыки Средневековья. Выдающийся палеограф, он составил один из томов RISM «Теория музыки от Каролингов до 1400 г.» (1961), который до сих пор не потерял актуальности. На склоне лет, в ряде журнальных статей 1971—72 годов подробно изложил свой метод работы со старинным источником (принципы построения стеммы кодексов, редактирования, комментирования, цитирования и т. д.).
На протяжении всей жизни занимался наследием Гвидо Аретинского, осуществил критические издания всех его трактатов кроме «Послания», написал о Гвидо монографию (по-латыни) и ряд важных статей (на немецком и английском языках), в том числе о его реформе музыкальной нотации и рецепции последней в конкретных средневековых рукописях. Помимо Гвидо издал труды о музыке Арибо Схоласта, Иоанна Коттона, анонимные трактаты Гвидоновой научной традиции, Берно из Райхенау, Якоба Льежского. Один из самых известных ныне трудов Смитса ван Васберге — хрестоматия (увеличенного формата) «Музыкальное образование. Учение и теория музыки в Средние века» (1969), содержащая 122 факсимиле (в том числе цветных) средневековых рукописей о музыке.

## Сочинения (выборка)
- Muziekgeschiedenis der Middeleeuwen. Tilburg, 1936—42.
- School en muziek in de Middeleeuwen: De muziekdidactiek van de vroege Middeleeuwen. Amsterdam: Uitgeversmaatschappij Holland, 1949.
- Melodieleer. Amsterdam, 1950.
- The musical notation of Guido of Arezzo // Musica Disciplina 4 (1950), p. 15—53.
- John of Affligem or John Cotton? // Musica Disciplina 6 (1952), p.139—153.
- De musico-paedagogico et theoretico Guidone Aretino eiusque vita et moribus. Firenze, 1953.
- Textbook of melody. A course in functional melodic analysis. [Rome]: American Institute of Musicology, 1955 (англ. перевод книги 1950 г.)
- (соавторы: P. Fischer и C. Maas). The theory of music from the Carolingian era up to 1400 // RISM, B/III/1. 1961.
- Musikerziehung: Lehre und Theorie der Musik im Mittelalter. Leipzig: Deutscher Verlag für Musik, 1969. 213 S. (Musikgeschichte in Bildern, III/3)
- Studien über das Lesen (pronuntiare), das Zitieren und über die Herausgabe lateinischer musiktheoretischer Traktate // Archiv für Musikwissenschaft 28 (1971), SS.155-200 u. 271-87; 29 (1972). — S. 64—86.
- Wie Wortwahl und Terminologie bei Guido von Arezzo entstanden und überliefert wurden // Archiv für Musikwissenschaft 31 (1974). — S. 73—86.

## Критические издания трактатов
- Johannes Afflighemensis. De musica cum tonario // Corpus scriptorum de musica 1 (1950).
- Aribo. De musica // Corpus scriptorum de musica 2 (1951).
- Guidonis Aretini Micrologus // Corpus scriptorum de musica 4 (1955).
- Expositiones in Micrologum Guidonis Aretini. Amsterdam, 1957 (Musicologica medii aevi 1).
- Herbeni Traiectensis De natura cantus ac miraculis vocis. Köln, 1957.
- De numero tonorum litterae episcopi A. ad coepiscopum E. missae ac Commentum super tonos episcopi E. (ad 1000) // Divitiae musicae artis, A/1. Buren, 1975.
- Tres tractatuli Guidonis Aretini: Guidonis Prologus in antiphonarium // Divitiae musicae artis, A/3. — Buren, 1975.
- Musica Domni Heinrici Augustensis magistri // Divitiae musicae artis, A/7. Buren, 1977.
- Bernonis Augiensis abbatis de arte musica disputationes traditae // Divitiae musicae artis, A/6. — Buren, 1978—79.
- Codex Oxoniensis Bibl. Bodl. Rawl. c.270 // Divitiae musicae artis, A/10. — Buren, 1979—80.
- Adalboldi episcopi Ultrajectensis Epistola cum tractatu de musica instrumentali humanaque ac mundana // Divitiae musicae artis, A/2. — Buren, 1981.
- (соавтор: E. Vetter) Guidonis Aretini Regulae rhythmicae // Divitiae musicae artis, A/4. — Buren, 1985.
- Het grote Herodesspel, of Driekoningenspel van Munsterbilzen // Limburgse documenten, 2/1. — Hasselt, 1987.
- (соавторы: E. Vetter, E. Visser) Jacobi Leodiensis Tractatus de consonantiis musicalibus. Tractatus de intonatione tonorum: Compendium de musica // Divitiae musicae artis, A/9a. — Buren, 1988.